# European Silver League femminile 2018
L'European Silver League 2018 si è svolta dal 19 maggio al 17 giugno 2018: al torneo hanno partecipato otto squadre nazionali europee e la vittoria finale è andata per la prima volta alla Svezia.

## Regolamento

### Formula
La formula ha previsto:
- Fase a gironi, disputata con girone all'italiana, con gare di andata e ritorno: la prima classificata di ogni girone, la migliore seconda classificata e la squadra del paese organizzatore (nel caso in cui sia stata tra le prime due opzioni, si è qualificata la seconda migliore seconda classificata) hanno acceduto alla fase finale.
- Fase finale, disputata con semifinali, finale per il terzo posto e finale: la vincitrice è promossa alla European Golden League 2019.

### Criteri di classifica
Se il risultato finale è stato di 3-0 o 3-1 sono stati assegnati 3 punti alla squadra vincente e 0 a quella sconfitta, se il risultato finale è stato di 3-2 sono stati assegnati 2 punti alla squadra vincente e 1 a quella sconfitta.
L'ordine del posizionamento in classifica è stato definito in base a:
- Numero di partite vinte;
- Punti;
- Ratio dei set vinti/persi;
- Ratio dei punti realizzati/subiti;
- Risultati degli scontri diretti.

## Squadre partecipanti
| Squadra  | Qualificazione | Ultima partecipazione |
| -------- | -------------- | --------------------- |
| Albania  | Wild card      | Debutto               |
| Austria  | Wild card      | Debutto               |
| Estonia  | Wild card      | Debutto               |
| Georgia  | Wild card      | Debutto               |
| Israele  | Wild card      | Debutto               |
| Kosovo   | Wild card      | Debutto               |
| Svezia   | Wild card      | Debutto               |
| Svizzera | Wild card      | Debutto               |

## Torneo

### Fase a gironi
| Girone A | Girone B |
| -------- | -------- |
| Estonia  | Albania  |
| Kosovo   | Austria  |
| Svezia   | Georgia  |
| Svizzera | Israele  |

#### Girone A

##### Risultati
| 20 maggio 2018 Palestra Bill Clinton, Ferizaj Durata: 0h:58 - Spettatori: 200          | Kosovo   | 0 - 3 | Estonia  | 8-25, 12-25, 17-25                |
| 19 maggio 2018 Forum Örkelljunga, Örkelljunga Durata: 0h:58 - Spettatori: 307          | Svezia   | 3 - 0 | Svizzera | 25-13, 26-24, 25-17               |
| 23 maggio 2018 Rakvere Spordikeskus, Rakvere Durata: 1h:52 - Spettatori: 1 200         | Estonia  | 3 - 2 | Svizzera | 21-25, 25-17, 24-26, 25-18, 15-12 |
| 23 maggio 2018 Palestra Selishta - Petriti, Gjilan Durata: 1h:15 - Spettatori: 600     | Kosovo   | 0 - 3 | Svezia   | 21-25, 23-25, 10-25               |
| 26 maggio 2018 Rakvere Spordikeskus, Rakvere Durata: 1h:58 - Spettatori: 1 000         | Estonia  | 2 - 3 | Svezia   | 25-17, 25-18, 33-35, 20-25, 7-15  |
| 26 maggio 2018 Forum Biwi, Rossemaison Durata: 1h:00 - Spettatori: 450                 | Svizzera | 3 - 0 | Kosovo   | 25-14, 25-15, 25-17               |
| 30 maggio 2018 Nyköpings Arenor, Nyköping Durata: 1h:48 - Spettatori: 350              | Svezia   | 2 - 3 | Estonia  | 25-20, 18-25, 25-21, 25-27, 6-15  |
| 30 maggio 2018 Pallati i Rinisë dhe Sporteve, Pristina Durata: 1h:06 - Spettatori: 400 | Kosovo   | 0 - 3 | Svizzera | 18-25, 20-25, 15-25               |
| 2 giugno 2018 Nyköpings Arenor, Nyköping Durata: 0h:52 - Spettatori: 325               | Svezia   | 3 - 0 | Kosovo   | 25-11, 25-15, 25-7                |
| 3 giugno 2018 Centre Sportif Sous-Moulin, Thônex Durata: 1h:34 - Spettatori: 1 200     | Svizzera | 1 - 3 | Estonia  | 25-21, 19-25, 17-25, 15-25        |
| 6 giugno 2018 Rakvere Spordikeskus, Rakvere Durata: 1h:02 - Spettatori: 500            | Estonia  | 3 - 0 | Kosovo   | 25-15, 25-8, 25-17                |
| 6 giugno 2018 BetoncoupeArena, Schönenwerd Durata: 1h:49 - Spettatori: 1 050           | Svizzera | 3 - 2 | Svezia   | 25-22, 25-15, 17-25, 21-25, 15-12 |

##### Classifica
| Pos. | Squadra  | Pt | G | V | P | SV | SP | Ratio | PF  | PS  | Ratio |
| ---- | -------- | -- | - | - | - | -- | -- | ----- | --- | --- | ----- |
| 1.   | Estonia  | 14 | 6 | 5 | 1 | 17 | 8  | 2,125 | 574 | 460 | 1,247 |
| 2.   | Svezia   | 13 | 6 | 4 | 2 | 16 | 8  | 2,000 | 534 | 462 | 1,155 |
| 3.   | Svizzera | 9  | 6 | 3 | 3 | 12 | 11 | 1,090 | 481 | 480 | 1,002 |
| 4.   | Kosovo   | 0  | 6 | 0 | 6 | 0  | 18 | 0,000 | 263 | 450 | 0,584 |

      Qualificata alle semifinali.

#### Girone B

##### Risultati
| 20 maggio 2018 New Volleyball Arena, Tbilisi Durata: 1h:12 - Spettatori: 525     | Georgia | 0 - 3 | Albania | 16-25, 18-25, 22-25               |
| 19 maggio 2018 Sportpark Klagenfurt, Klagenfurt Durata: 1h:42 - Spettatori: 440  | Austria | 3 - 1 | Israele | 25-21, 25-12, 20-25, 25-15        |
| 23 maggio 2018 Parku Olimpik Feti Borova, Tirana Durata: 1h:17 - Spettatori: 450 | Albania | 0 - 3 | Austria | 18-25, 17-25, 21-25               |
| 23 maggio 2018 Metrowest Sport Palace, Ra'anana Durata: 1h:51 - Spettatori: 150  | Israele | 3 - 1 | Georgia | 25-21, 23-25, 25-20, 25-16        |
| 26 maggio 2018 Metrowest Sport Palace, Ra'anana Durata: 1h:09 - Spettatori: 200  | Israele | 0 - 3 | Albania | 18-25, 16-25, 14-25               |
| 26 maggio 2018 New Volleyball Arena, Tbilisi Durata: 1h:01 - Spettatori: 130     | Georgia | 0 - 3 | Austria | 17-25, 14-25, 14-25               |
| 30 maggio 2018 Parku Olimpik Feti Borova, Tirana Durata: 1h:53 - Spettatori: 350 | Albania | 3 - 1 | Israele | 25-23, 25-19, 27-29, 25-16        |
| 30 maggio 2018 Johann-Pölz-Halle, Amstetten Durata: 1h:42 - Spettatori: 550      | Austria | 3 - 1 | Georgia | 25-21, 25-16, 23-25, 25-16        |
| 2 giugno 2018 Sporthalle Enns, Enns Durata: 1h:58 - Spettatori: 590              | Austria | 2 - 3 | Albania | 25-21, 25-22, 19-25, 16-25, 11-15 |
| 2 giugno 2018 New Volleyball Arena, Tbilisi Durata: 1h:24 - Spettatori: 120      | Georgia | 3 - 0 | Israele | 25-21, 25-18, 25-22               |
| 6 giugno 2018 Parku Olimpik Feti Borova, Tirana Durata: 1h:03 - Spettatori: 300  | Albania | 3 - 0 | Georgia | 25-14, 25-13, 26-24               |
| 6 giugno 2018 Metrowest Sport Palace, Ra'anana Durata: 1h:43 - Spettatori: 100   | Israele | 1 - 3 | Austria | 26-24, 17-25, 22-25, 16-25        |

##### Classifica
| Pos. | Squadra | Pt | G | V | P | SV | SP | Ratio | PF  | PS  | Ratio |
| ---- | ------- | -- | - | - | - | -- | -- | ----- | --- | --- | ----- |
| 1.   | Austria | 16 | 6 | 5 | 1 | 17 | 6  | 2,833 | 538 | 441 | 1,220 |
| 2.   | Albania | 14 | 6 | 5 | 1 | 15 | 6  | 2,500 | 492 | 413 | 1,191 |
| 3.   | Israele | 3  | 6 | 1 | 5 | 6  | 16 | 0,375 | 448 | 528 | 0,848 |
| 4.   | Georgia | 3  | 6 | 1 | 5 | 5  | 15 | 0,333 | 387 | 483 | 0,801 |

      Qualificata alle semifinali.

### Fase finale
|  | Semifinali | Semifinali | Semifinali |                 |    | Finale | Finale  | Finale |
|  |            |            |            |                 |    |        |         |        |
|  | 2B         | Albania    | 0          |                 |    |        |         |        |
|  | 2B         | Albania    | 0          |                 |    |        |         |        |
|  | 2A         | Svezia     | 3          |                 |    |        |         |        |
|  | 2A         | Svezia     | 3          |                 | 2A | Svezia | 3       |        |
|  |            |            |            |                 | 2A | Svezia | 3       |        |
|  |            |            |            |                 |    | 1B     | Austria | 1      |
|  | 1B         | Austria    | 3          |                 |    | 1B     | Austria | 1      |
|  | 1B         | Austria    | 3          |                 |    |        |         |        |
|  | 1A         | Estonia    | 1          |                 |    |        |         |        |
|  | 1A         | Estonia    | 1          | Finale 3° posto |    |        |         |        |
|  |            |            |            |                 |    |        |         |        |
|  |            |            |            |                 |    | 2B     | Albania | 3      |
|  |            |            |            |                 |    | 2B     | Albania | 3      |
|  |            |            |            |                 |    | 1A     | Estonia | 0      |

#### Semifinali
| 16 giugno 2018 Nyköpings Arenor, Nyköping Durata: 1h:10 - Spettatori: 280 | Albania | 0 - 3 | Svezia  | 14-25, 21-25, 21-25        |
| 16 giugno 2018 Nyköpings Arenor, Nyköping Durata: 1h:42 - Spettatori: 130 | Austria | 3 - 1 | Estonia | 21-25, 25-22, 26-24, 25-16 |

#### Finale 3º posto
| 17 giugno 2018 Nyköpings Arenor, Nyköping Durata: 1h:05 - Spettatori: 150 | Albania | 3 - 0 | Estonia | 25-14, 25-17, 25-21 |

#### Finale
| 17 giugno 2018 Nyköpings Arenor, Nyköping Durata: 1h:34 - Spettatori: 400 | Svezia | 3 - 1 | Austria | 25-23, 25-21, 16-25, 25-17 |

## Classifica finale
| Pos | Squadra  | Rosa                                                              |
| --- | -------- | ----------------------------------------------------------------- |
|     | Svezia   | Template:Svezia femminile pallavolo European Silver League 2018   |
|     | Austria  | Template:Austria femminile pallavolo European Silver League 2018  |
|     | Albania  | Template:Albania femminile pallavolo European Silver League 2018  |
| 4   | Estonia  | Template:Estonia femminile pallavolo European Silver League 2018  |
| 5   | Svizzera | Template:Svizzera femminile pallavolo European Silver League 2018 |
| 6   | Israele  | Template:Israele femminile pallavolo European Silver League 2018  |
| 7   | Georgia  | Template:Georgia femminile pallavolo European Silver League 2018  |
| 8   | Kosovo   | Template:Kosovo femminile pallavolo European Silver League 2018   |

|  | Promossa in European Golden League 2019 |

## Premi individuali
| Premio                 | Nome                | Squadra |
| ---------------------- | ------------------- | ------- |
| MVP                    | Isabelle Haak       | Svezia  |
| Miglior palleggiatrice | Josephine Tegenfalk | Svezia  |
| Miglior opposto        | Isabelle Haak       | Svezia  |
| Miglior schiacciatrice | Arjola Prenga       | Albania |
| Miglior schiacciatrice | Anna Haak           | Svezia  |
| Miglior centrale       | Sava Thaka          | Albania |
| Miglior centrale       | Nina Nesimović      | Austria |
| Miglior libero         | Sophie Wallner      | Austria |